# 伊德罗
伊德罗（義大利語：Idro），是意大利布雷西亚省的一个市镇。总面积22平方公里，人口1896人，人口密度86.2人/平方公里（2009年）。国家统计（ISTAT）代码为017082。